# Ouragan Harvey
Pour les articles homonymes, voir Cyclone tropical Harvey.
L’ouragan Harvey est le neuvième système tropical de la saison cyclonique 2017 dans l'océan Atlantique nord, le huitième à être nommé et le premier ouragan majeur (catégorie 3 ou plus), atteignant la catégorie 4 de l'Échelle de Saffir-Simpson. Il a frappé le Texas fin août 2017, avec des vents maximaux de 215 km/h.
C'est l'un des plus puissants ouragans qu'aient connus les États-Unis depuis le milieu des années 2000 et l'ouragan Katrina. Cependant, ce sont les pluies diluviennes prolongées qui l'accompagnaient qui ont causé des dommages sur le sud-est du Texas, la Louisiane, le Missouri et le Tennessee. En 2017, les dommages causés par l'ouragan Harvey le mettraient au moins à la deuxième position des catastrophes naturelles les plus coûteuses de l'histoire des États-Unis, derrière l'ouragan Katrina de 2005,.
Harvey causa au moins 90 morts : 1 au Guyana et 89 aux États-Unis,,. L'estimation des dommages varie grandement selon les sources, allant de 81 à 190 milliards de dollars; la plupart des pertes provenant des dommages aux maisons et aux commerces,. Selon les autorités, la reconstruction prendrait des années.
Le 12 avril 2018, l'Organisation météorologique mondiale retira le nom Harvey de la liste officielle des cyclones. Il sera remplacé par Harold en 2023.

## Évolution météorologique

Variation de la pression, des vents et de la vitesse de déplacement d’Harvey.

Le 13 août, le National Hurricane Center a commencé à suivre une onde tropicale sortie de la côte africaine. Le 17 août, elle s'était assez bien organisée pour devenir la tempête tropicale dénommée Harvey à 400 km à l'est de la Barbade. Elle a suivi ensuite une trajectoire la faisant passer sur le sud des Petites Antilles, près de la côte du Venezuela. Faisant face à des conditions peu favorables, Harvey ne s'est cependant pas vraiment développé et à 3 heures UTC le 20 août, il fut déclassé en onde tropicale à 215 km au nord de la péninsule de Guajira en Colombie après une étude in situ par un avion de reconnaissance. Cependant, les conditions pouvaient devenir favorables en aval de ce point, au large de la côte entre le Belize et le Nicaragua, et le NHC continua sa surveillance sur le système.
Le 22 août au matin, le système est passé sur la péninsule du Yucatán et le NHC lui donnait encore une probabilité de 70 à 90 % de retour au stade de cyclone tropical en passant sur la baie de Campêche et le sud du golfe du Mexique. Le 23 août après être entré dans le golfe du Mexique, Harvey a rencontré des conditions atmosphériques plus favorables et commença à s'organiser. Une dépression s'est formée, devenant une tempête tropicale dans la même journée. Le lendemain 24 août, la pression a commencé à baisser faisant passer Harvey en ouragan de catégorie 1 vers midi, puis de catégorie 2 à minuit,. Le 25 août, l'ouragan s'intensifiat pour passer en catégorie 3, avec des vents de 175 km/h, puis en catégorie 4 dans la soirée avec des vents atteignant les 215 km/h.
Les bandes externes de pluie de l'ouragan atteignirent la côte du Texas le 25 août au matin mais l’œil d’Harvey ne toucha terre que vers minuit à 48 km au nord-est de Corpus Christi, apportant d'importantes précipitations et des vents proches de 200 km/h. Le 26 août, l'ouragan perdit rapidement de sa puissance et fut déclassé en tempête tropicale et se mit à errer à l'intérieur des terres, parallèlement à la côte est du Texas. Le mouvement lent permit à la tempête de laisser des quantités historiques de pluies sur la région entre Corpus Christi et la frontière de la Louisiane, particulièrement à Houston.
Le 28 août, la trajectoire d'Harvey s'orienta à nouveau vers le golfe du Mexique provoquant une réintensification de la tempête et des vents soutenus de 85 km/h le lendemain. Le 30 août, Harvey s'orienta vers la Louisiane et retoucha terre à 9 h UTC à Cameron, ses vents soutenus n'étant que de 75 km/h. Le système faiblit ensuite à dépression tropicale sur le centre de la Louisiane vers 0 h UTC le 31 août. Il continua par la suite vers le nord, puis le nord-nord-est, tout en faiblissant.
La convection associée à Harvey se concentra au nord de son centre et le long d'un front chaud le 1er septembre, menant à sa transition post-tropicale dès à 15 h UTC ce jour-là. Le NHC arrêta de suivre ce système, laissant le soin au Weather Prediction Center de prendre la relève. La dépression post-tropicale continua vers le nord-est, tout en s'affaiblissant lentement et tard le 2 septembre, le WPC émit son bulletin final alors qu'elle était située sur l'Ohio. Les restes du système dérivèrent vers le nord, avant d'être absorbés par une dépression des latitudes moyennes au nord du lac Érié le 3 septembre.

## Préparatifs

### Antilles et Amérique latine
Des veilles et alertes furent émises pour les îles sous le Vent dès 15 h UTC le 17 août, soit environ six heures avant qu’Harvey ne se développe. ces messages visaient la Dominique, la Barbade, la Martinique, Sainte-Lucie et Saint-Vincent-et-les-Grenadines. Elles furent terminées tard le 18 août alors que le système continuait vers la mer des Caraïbes.
Bien qu’Harvey ait considérablement faibli, ses restes menaçaient le Honduras et une alerte verte fut émise le 19 août pour les départements d'Atlántida, d'Islas de la Bahía, de Colón, de Cortés, de Gracias a Dios, d'Olancho et d'Yoro pour des pluies diluviennes donnant des accumulations allant jusqu'à 200 mm sur la côte.
Le secrétaire à la protection civile de l'État de Campêche émit une alerte bleue le 21 août. Lorsqu’Harvey s'est redéveloppé le 23, le gouvernement du Mexique émit une veille de tempête tropicale pour le Tamaulipas, de Boca De Catan au Rio Grande. Elle est restée en vigueur jusqu'en fin d'après-midi le 25 août alors qu'il devenait évident que l'ouragan se digireait plutôt vers le Texas.

### États-Unis
Lorsqu’Harvey redevint un cyclone tropical, le NHC reprit ses bulletins à 15 h UTC le 23 août et émit tout de suite des veilles de tempête tropicale et d'ouragan pour la côte sud-est du Texas. Ces veilles furent changées en avertissements dès le lendemain, puis déplacées vers l'intérieur des terres suivant la trajectoire prévue de l'ouragan.
Le gouverneur du Texas, Greg Abbott, déclara l'état d'urgence pour 30 comtés dès le 23 août et des évacuations obligatoires furent décrétées pour ceux de Brazoria, Calhoun, Jackson, Refugio, San Patricio et Victoria, ainsi que des parties du comté de Matagorda. Le 26 août, le gouverneur ajouta 20 comtés à la déclaration d'état d'urgence. En outre, la Charte internationale Espace et catastrophes majeures fut activée par l'Institut d'études géologiques des États-Unis (USGS) au nom du comité des urgences de l'État, prévoyant ainsi une couverture satellite pour les missions de sauvetage.
En Louisiane le 25 août, le gouverneur John Bel Edwards mit tout l'État en état d'urgence. Une évacuation obligatoire fut ordonnée pour les villes de Big Lake, Cameron, Creole, Grand Chenier, Hackberry, Holly Beach et Johnson Bayou dans la paroisse de Cameron près du Texas. En outre, une évacuation volontaire fut suggérée pour les zones inondables de la paroisse de Vermilion, au sud de la route d'État 14. La Garde nationale de la Louisiane prépara environ un demi-million de sacs de sable et mit en service des bateaux et des véhicules de sauvetage pour faire face aux prévisibles inondations. À La Nouvelle-Orléans, les inquiétudes étaient grandes de savoir si le système de drainage de la ville pourrait ou non gérer les fortes pluies avec seulement 105 des 120 pompes en service. Lorsqu’Harvey réémergea dans le golfe du Mexique le 28 août, l'avertissement de tempête tropicale fut étendue vers l'est en Louisiane jusqu'à la communauté de Cameron à 12 h UTC, tandis qu'une veille fut émise jusqu'à Intracoastal City. Les classes furent suspendues dans les écoles publiques de La Nouvelle-Orléans, dans les six universités et dans une école de médecine le 29 août.
La Federal Emergency Management Agency (FEMA) se coordonna avec la Garde côtière des États-Unis, le Service des douanes et de la protection des frontières des États-Unis et le Service de l'Immigration et des douanes pour mettre en branle une réponse efficace face à l'ouragan. Elle mit les équipes d'intervention sur un pied d'alerte à Austin (Texas) et Baton Rouge (Louisiane).
- Conférence de presse de la Maison-Blanche.
- Conférence de presse du directeur du National Weather Service, Louis Uccellini.
- Conférence de la FEMA à propos des refuges ouverts pour l'occasion.
- Conférence de presse du gouverneur du Texas.

## Impacts
Au 31 août 2017, d'après « une équipe d'experts allemands des catastrophes naturelles », l'ouragan Harvey engendre des dégâts matériels considérables d'environ 58 milliards de dollars américains, uniquement au Texas (bien qu'il s'agisse d'une estimation et que la marge d'incertitude soit comprise entre 41 et 80 milliards).
Au 14 septembre, le nombre de morts s'élevait à 82 au Texas, sans compter ceux en Louisiane ou au Tennessee.

### Antilles et Amérique latine
Les vents coupèrent le courant dans une bonne partie de la Barbade, la majorité des pannes se situant dans les paroisses de Christ Church, Saint Joseph, Saint Lucy et Saint Michael. Les inondations déplacèrent une maison de ses fondations, tandis que l'eau entra dans certaines autres, obligeant les résidents à les évacuer. Les ponts de Saint-André et de Saint-Joseph furent endommagés. De plus, un dépôt de carburant à Speightstown fut inondé. Les vents ont détruit une église.
À Saint-Vincent-et-les-Grenadines, neuf maisons furent inondées et quatre autres subirent des dégâts dus au vent. En outre, un arbre est tombé sur une école, endommageant le bâtiment. Les drains bloqués à Port Elizabeth ont entraîné l'inondation de plus de 15 entreprises. Au total, 15 personnes furent logées dans des abris après la tempête.
Des vents forts et de fortes pluies ont également affecté le Suriname et le Guyana. Les vents forts dans la capitale du premier pays, Paramaribo, causèrent des dommages au toit du palais présidentiel et à deux maisons, tandis que la structure de l'hôtel Torarica et de son casino subit un impact. En outre, les toits de quatre habitations furent emportées par le vent à Commewijne et trois autres à Wanica et le bâtiment du ministère des Affaires sociales fut endommagé par la chute d'arbres. En Guyana, le village de Jawalla fut le plus touché : quatre maisons furent démolies alors que cinq autres et deux magasins furent endommagés. Plusieurs bâtiments publics furent également endommagés, y compris le centre communautaire, les bâtiments du conseil de village, la maternelle et les écoles publiques. Une femme de 29 ans est morte dans l'effondrement de sa maison.

### États-Unis

#### Texas
Dès le 27 août, le cœur de la tempête étant resté pratiquement stationnaire, des trombes de pluie s’abattent sur la région de Houston. Le National Weather Service annonça des inondations « sans précédent », avec des précipitations pouvant atteindre 1,25 m (50 inches) à certains endroits.
Dans l'ensemble du Texas, Harvey a fait pour des dizaines de milliards de dollars de dommages, plus de 300 000 personnes ont perdu le courant électrique et au moins 82 personnes ont perdu la vie. Au 29 août 2017, environ 13 000 personnes avaient été secourues à travers l'État et quelque 30 000 avaient dû évacuer leur domicile. Harvey frappa également une zone géographique concentrant des industries pétrolières et pétrochimiques présentant un risque de pollution très élevé des territoires touchés. La capacité de raffinage fut réduite de plus de 20 % avant l'arrivée de l'ouragan ce qui créa une pénurie artificielle de carburant avec de longue lignes d'attente aux stations services au Texas et une augmentation des prix du carburant partout aux États-Unis. Le ministère de la Sécurité publique du Texas a déclaré que plus de 185 000 maisons ont été endommagées et 9 000 furent détruites.

##### Frappe de la région de Corpus Christi

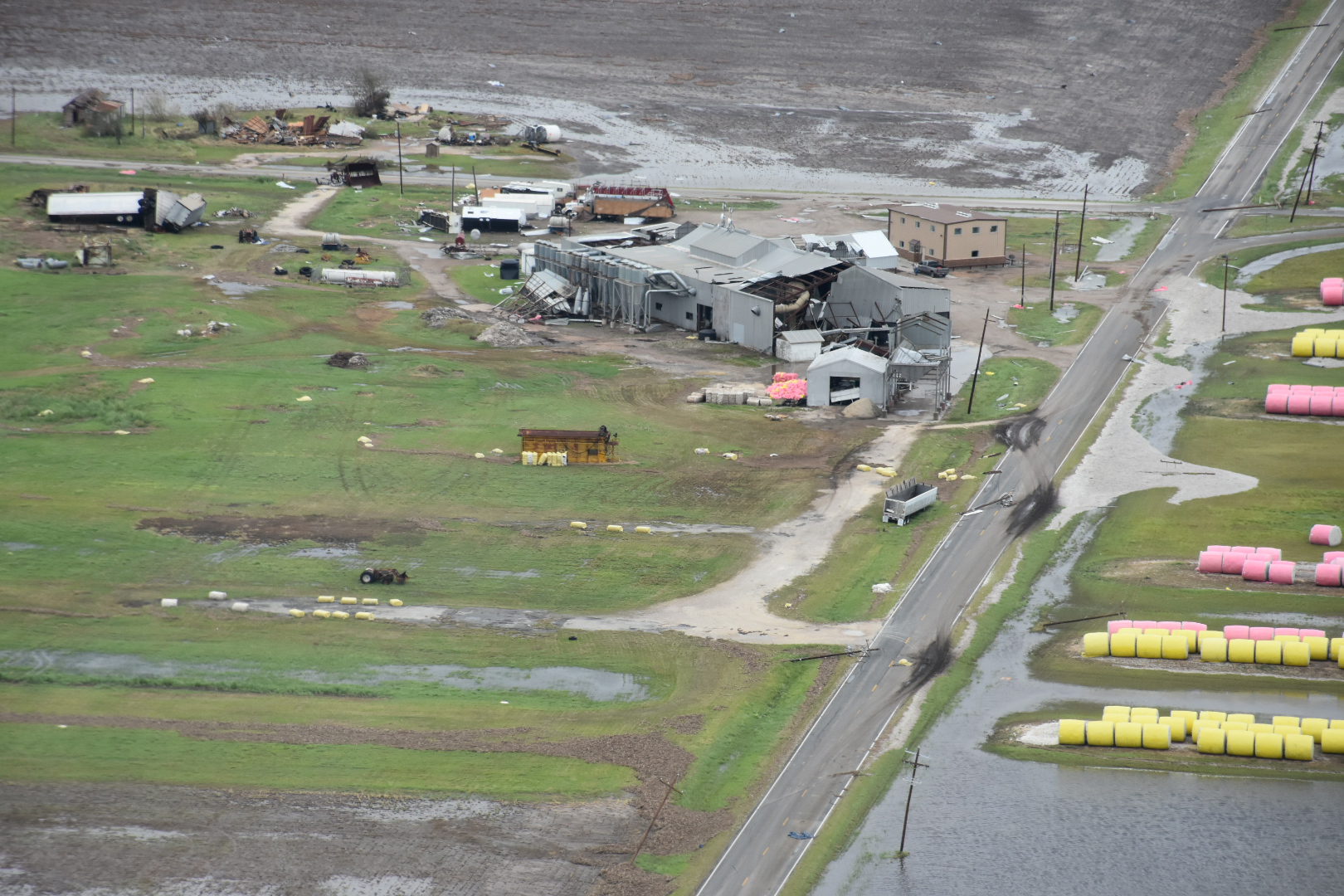
Dommages par le vent dans le comté de Refugio.

Harvey a touché une première fois la côte alors qu'il était de catégorie 4 dans l'échelle de Saffir-Simpson. Il a alors infligé des dégâts énormes dans le comté d'Aransas. Les rafales observées atteignirent 212 km/h près de Port Aransas et presque toutes les structures de la ville ont subi des dégâts,. Dans l'après-midi du 26 août, plus de 510 mm de pluie sont aussi tombées dans la région métropolitaine de Corpus Christi. 
À Rockport, des quadrilatères entiers de maisons furent nivelés par les vents de l'ouragan. Le palais de justice de la ville fut gravement endommagé lorsqu'une remorque de fret fut projetée dans celui-ci, s'arrêtant à mi-chemin de la structure. Le gymnase du Rockport-Fulton High School perdit plusieurs murs alors que l'école elle-même a subi des dégâts. Un hôtel Fairfield Inn dans la ville fut aussi gravement endommagé. Une personne est morte dans l'incendie d'une maison, incapable d'être sauvée en raison des conditions météorologiques extrêmes.  Toute la ville de Victoria était restée sans eau et sans électricité.

##### Inondation de Houston

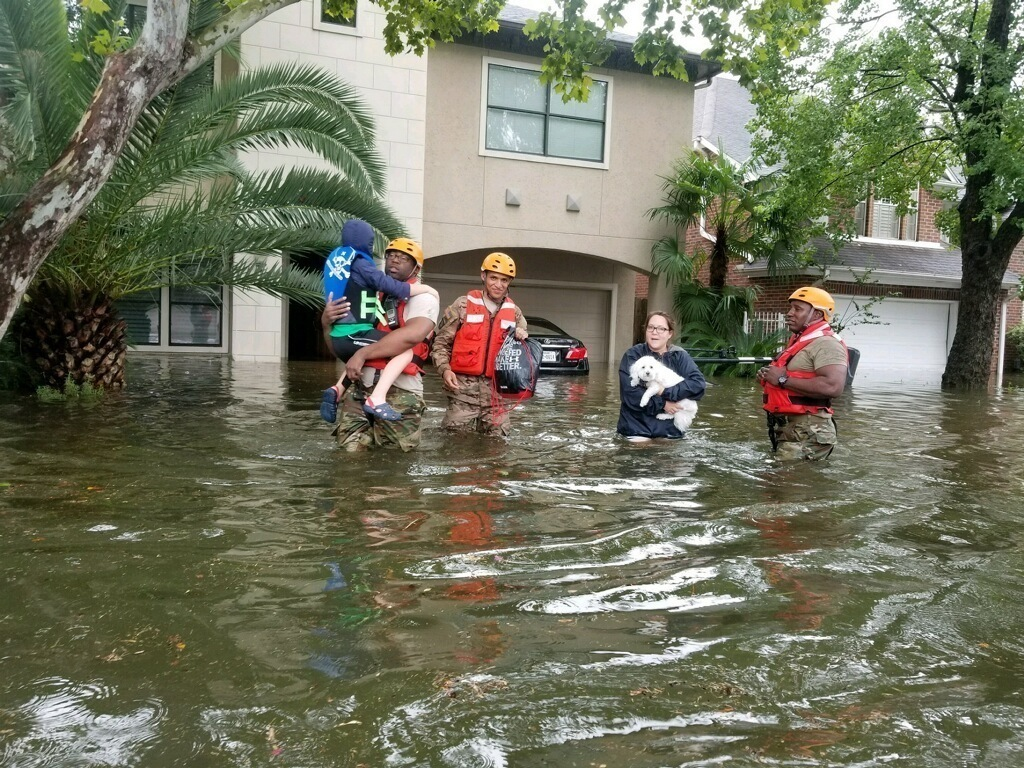
Soldats de la Garde nationale du Texas dans les rues inondées de Houston.

La région métropolitaine de Houston fut sous la pluie d'Harvey des jours entiers. Nombreuses sont les zones qui reçurent 760 mm de pluie et le maximum de 1 640 mm fut enregistré à Nederland. Ces quantités font d’Harvey le cyclone tropical ayant donné le plus de pluie sur le Texas et les États-Unis, dépassant le précédent record de pluie tenu par la tempête tropicale Amelia de 1978,.
Le bureau local du National Weather Service (NWS) à Houston a observé des accumulations quotidiennes record de précipitations les 26 et 27 août, respectivement à 370 mm et 408 mm. De multiples bulletins de riques de crues soudaines furent émis pour la région de Houston par le NWS à partir de la nuit du 26 août. Ainsi à Pearland, une banlieue au sud de Houston, 9,92 pouces (252 mm) de précipitations en 90 minutes fut rapporté ce qui a causé une inondation rapide du secteur.
Les pluies de l'ouragan se sont ajoutés aux pluies antérieures en août 2017 pour donner un total mensuel de 993 mm à l'aéroport, soit le mois le plus pluvieux jamais enregistré à Houston depuis le début des annales en 1892, ce qui a plus que doublé le précédent record de 488 mm de juin 2001. L'onde de tempête a aussi culminé à 1,80 m à Port Lavaca,, réduisant considérablement la possibilité de ruissellement vers l'océan de toute cette eau. De 25 à 30 % du comté de Harris, soit 1 150 km2 et dont Houston est le chef-lieu, fut submergé dans les inondations et au moins 22 morts furent signalés.
Tard le 27 août, une évacuation obligatoire fut ordonnée pour l'ensemble de Bay City, car les projections du modèle d'écoulement indiquaient que le centre-ville serait inondé sous 3 mètres d'eau, rendant  son accès impraticable après 1 heure du soir locale le 28 août. Des évacuations eurent lieu à Conroe le 28 août après que les vannes du barrage du lac Conroe durent être ouvertes pour laisser passer le trop-plein. Le matin du 29 août, une digue le long des lacs de Columbia dans le comté de Brazoria céda, incitant les autorités à évacuer tous les habitants de la région,.
Le 28 août, le Corps du génie de l'armée des États-Unis a commencé à effectuer des écoulements contrôlés des réservoirs Addicks et Barker dans le bassin hydrographique du bayou Buffalo dans le but de gérer les niveaux d'inondation dans les environs immédiats. Au début de l'opération, les réservoirs voyaient en effet leur niveau monter de 115 cm/h. Selon le commandant local du Corps, il valait mieux relâcher une quantité d'eau directement dans le bayou plutôt que de la laisser s'écouler dans des quartiers d'habitation avant qu'elle ne revienne finalement dans le bayou. De nombreuses personnes évacuèrent la région, craignant une brèche de la digue. Malgré ces tentatives, le réservoir Addicks atteignit sa pleine capacité le matin du 29 et commença à déborder.
Le Centre spatial Lyndon B. Johnson de la NASA a fermé ses portes en raison des inondations jusqu'au 5 septembre. Seul le personnel essentiel est resté dans les salles de contrôle pour surveiller le déroulement de la mission de la station spatiale internationale.
Au cours de la tempête, plus de 800 vols vers et en partance de la région de Houston furent annulés, dont 704 à l'aéroport intercontinental George-Bush de Houston et 123 à l'aéroport international William P. Hobby. Les deux aéroports ont fini par fermer. Plusieurs tornades furent signalées dans la région, dont l'une a endommagé ou détruit les toits de dizaines de maisons dans la banlieue de Sienna Plantation.

##### Inondation de l'Est du Texas

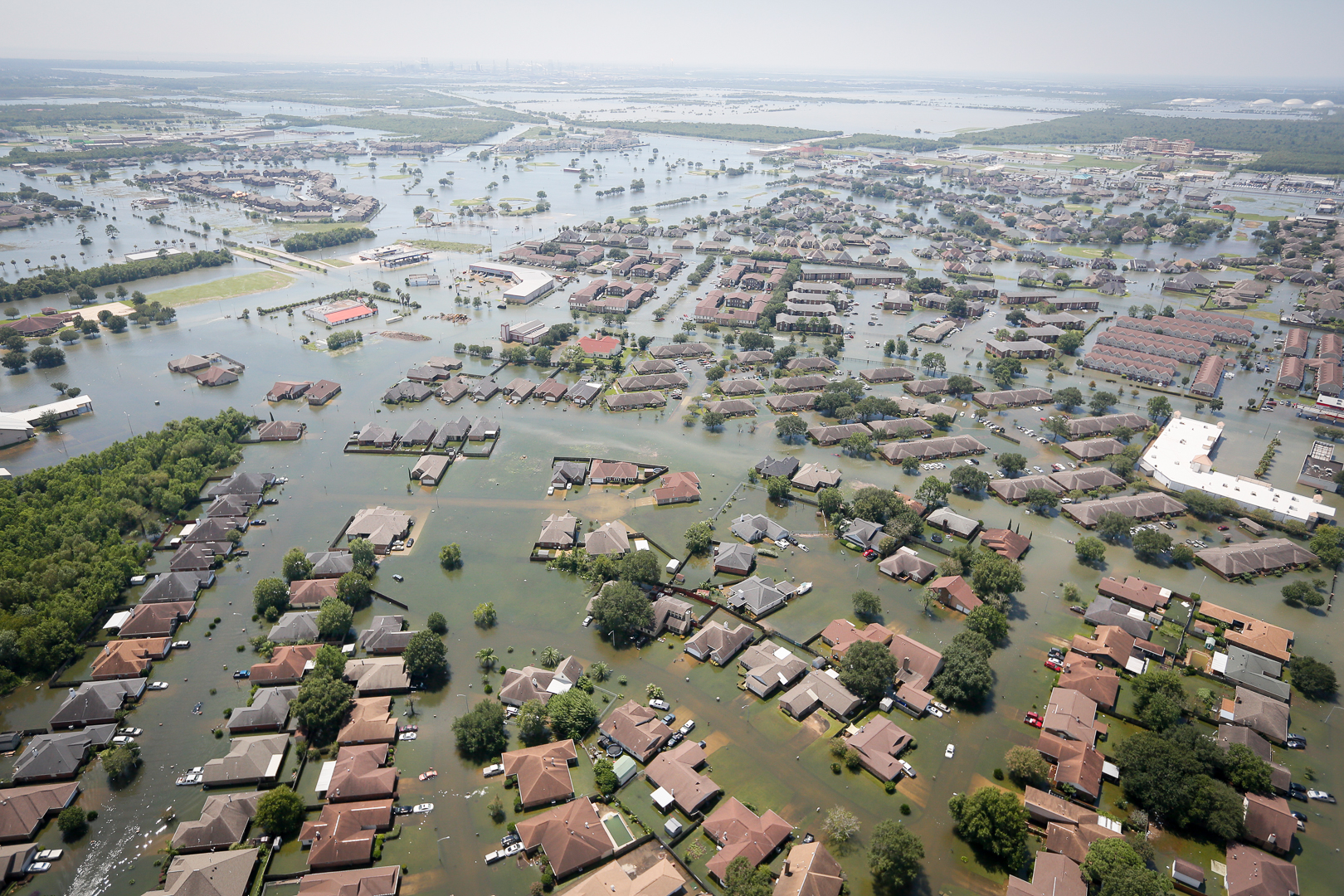
Inondation de Port Arthur, Texas, vue du 31 août.

La région métropolitaine de Beaumont-Port Arthur a reçu des précipitations torrentielles, dont 827 mm à Beaumont. Les eaux de la rivière Neches ont inondé la station de pompage de la ville, source principale en d'eau potable de la ville, ainsi que la source d'eau secondaire dans le comté de Hardin, réduisant l'approvisionnement en eau de la ville pour une longue durée. Les inondations au nord et à l'est de la région de Houston entraînèrent des évacuations obligatoires pour des portions des comtés de Liberty, Jefferson et Tyler, tandis que les comtés de Jasper et Newton furent sous le coup d'une évacuation volontaire. Un décès est survenu à Beaumont lorsqu'une femme a quitté son véhicule en panne et fut balayée par les eaux. À Port Arthur, le maire a déclaré que toute la ville était sous l'eau et que des centaines de résidents se sont rendus au centre civique Robert A. Bowers pour se réfugier, mais durent être évacués à nouveau après l'inondation du bâtiment. L'eau est entrée dans plusieurs centaines de maisons dans le comté de Jefferson.

#### Louisiane
Les pluies torrentielles affectèrent surtout l'ouest de la Louisiane, avec une maximum de 378 mm près de la ville de l'Iowa, Paroisse de Calcasieu. Dans la ville de Lake Charles, le niveau d'eau a atteint 1,2 m dans les rues, inondant les maisons dans un des quartiers de la ville et forçant des centaines de personnes à évacuer. Dans l'ensemble de l'État, environ 500 personnes furent secourues le 28 août tandis que 269 ont dû aller dans un refuge dans le sud-ouest de la Louisiane. Une tornade EF2 près d'Evangeline, Paroisse de l'Acadie, a endommagé quatre maisons, dont l'une a été détruite. La tornade a également endommagé des clôtures, une moto, une camionnette et a renversé trois poteaux électriques.

#### Sud profond
En Alabama, une tornade à proximité de Reform a endommagé deux maisons, a détruit une grange le long de la route d'État numéro 17 et quatre personnes furent hospitalisées pour leurs blessures. Une possible tornade dans le comté de Lamar près de la ville de Kennedy a causé des dégâts aux arbres et aux toits.
Au Tennessee, plus de 19 000 personnes ont perdu le courant électrique à Memphis. Des rues dans la région furent inondées d'eau dans les zones plus basses. Une mort indirecte s'est produite à Memphis en raison d'une collision frontale d'une voiture et d'un semi-remorque sur l'Interstate 40 dans de mauvaises conditions météo. De fortes pluies à Nashville, jusqu'à 230 mm, ont inondé un certain nombre de routes et un complexe d'appartements, ce qui a entraîné l'évacuation de 13 personnes. Dans l'ensemble, environ 50 personnes dans la ville durent être évacuées des zones inondées.

#### Production de gaz et pétrole
La production de pétrole provenant du golfe du Mexique a diminué dans la foulée de Harvey d'environ 21 %, soit 378 633 des 1,75 million de barils de pétrole produits quotidiennement. Celle de gaz naturel a diminué d'environ 25,71 %, soit 827,89 millions de mètres cubes par jour. Dans la formation géologique Eagle Ford (pétrole et gaz de schiste) du sud du Texas, la production fut réduite de 300 000 à 500 000 barils par jour selon la Texas Railroad Commission. De nombreux ports et terminaux liés à la production énergétique furent fermés, retardant le chargement de quatorze pétroliers. Au total, ce sont 2,25 millions de barils par jour de capacité de raffinage qui restèrent hors ligne pendant plusieurs jours, soit environ 12 % de la capacité totale des États-Unis. Les raffineries affectées furent d'abord celles de Corpus Christi, puis celles de Port Arthur et Beaumont, au Texas et enfin celles de Lake Charles, en Louisiane. Le prix du brut de référence West Texas Intermediate  augmenta de 5 $US par rapport au pétrole de type Brent. Le prix du carburant à la pompe est passé de 2,33 $ par gallon le 21 août à 2,65 $ le 5 septembre.
Deux raffineries d'ExxonMobil durent être arrêtées à la suite des dégâts causés par l'ouragan et aux rejets de polluants dangereux. Deux réservoirs de stockage de pétrole détenus par Burlington Resources Oil and Gas ont collectivement perdu 30 000 gallons US (113 562 litres) de brut dans le comté de DeWitt. Plus de 8 500 gallons US (32 176 litres) d'eaux usées s'échappèrent aussi durant les incidents.
Le 30 août, le directeur de la compagnie pétrochimique Arkema a averti qu'une de ses usines chimiques à Crosby, au Texas, pourrait exploser ou souffrir un incendie majeur en raison de la perte de réfrigération des installations. Tous les travailleurs non essentiels de l'établissement et les résidents à moins de 2,4 km) furent évacués. Huit des neuf unités de réfrigération de l'usine étant sans alimentation électrique, les peroxydes organiques stockés se décomposèrent effectivement et devinrent combustibles, causant  deux explosions vers 2 heures du matin le 31 août et blessant 21 employés essentiels. Selon le New York Times, l'explosion mettait en relief des problèmes quant aux règles de sécurité et aux plans d'urgence des usines chimiques aux États-Unis. Ceci s'étant également produit peu de temps après que Scott Pruitt, le directeur de l'EPA nommé par le gouvernement Trump ait bloqué le 6 mars 2017 des règles plus sévères pour des usines de produits chimiques à la suite des pressions de l'American Chemistry Council. De plus, l'organisme chargé de l'enquête, l'U.S. Chemical Safety and Hazard Investigation Board, est l'une des cibles de coupures de l'administration Trump.
En raison de l'arrêt dans les raffineries, les prix du gaz ont vu une augmentation partout aux États-Unis et au Canada. Cependant, l'augmentation ne fut pas aussi importante qu'à la suite de l'ouragan Katrina en raison du développement de véhicules plus économes en carburant ainsi que de la technologie de la fracturation hydraulique qui a permis d'extraire le gaz de schiste et de diversifier les sources de pétrole aux États-Unis En outre, l'impact d’Harvey a coïncidé avec la fin de semaine de la fête du Travail, qui voit une augmentation traditionnelle des prix. Néanmoins, la rareté temporaire a permis au prix à la pompe d'atteindre sa valeur la plus élevée en deux ans.

#### Risques pour la santé et l'environnement
Les eaux ayant inondés les zones sinistrées contiennent plusieurs toxines et pathogènes selon le département de la santé publique de Houston, incluant une si forte concentration de bactéries E. coli et coliformes qu'il est possible de contracter la fasciite nécrosante (bactérie mangeuse de chair),.
Les autorités de la ville laissèrent savoir que l'alimentation en eau potable et les égouts fonctionnaient normalement. Cependant, des centaines de milliers de personnes utilisant des puits artésiens dans les 38 comtés affectés par Harvey, encouraient un risque à leur santé car ces puits pouvaient être contaminés. De plus, dans le comté de Harris, comprenant Houston, et à Corpus Christi une variété de toxines se seraient sûrement échappés de sites industriels abandonnés enregistrés au registre des sites pollués.

#### Pertes économiques
Au 28 septembre 2017, les dommages causés par l'ouragan Harvey le mettrait au moins à la deuxième position des catastrophes naturelles les plus coûteuses de l'histoire des États-Unis, derrière l'ouragan Katrina de 2005,. L'estimation des dommages varie cependant grandement selon les sources. Ainsi Moody's Analytics a estimé le coût économique total de la tempête entre 81 et 108 milliards de dollars; la plupart des pertes provenant des dommages aux maisons et aux commerces. USA Today a rapporté une estimation d'AccuWeather allant jusqu'à de 190 milliards de dollars le 31 août. Le 3 septembre, le gouverneur de l'État du Texas, Greg Abbott, a estimé que les dommages-intérêts seraient entre 150 et 180 milliards de dollars, dépassant les 120 milliards de dollars qu'il a fallu pour reconstruire la Nouvelle-Orléans après Katrina,. Selon la société d'analyse météorologique Planalytics, les revenus perdus par les détaillants et les restaurants de la région de Houston seront d'environ un milliard de dollars, celle-ci contrôlant 4 % du pouvoir de dépenser aux États-Unis.
Parmi ces dommages, certains seront compensés par les assureurs. En septembre 2017, le Conseil des assurances du Texas a estimé que les pertes assurées se montaient à 19 milliards de dollars : 11 milliards de dollars assurées par le National Flood Insurance Program (NFIP), 3 milliards de dollars pour les bris par le vent et environ 4,75 milliards de dollars de pertes par submersion de véhicules privés et commerciaux assurés. La plupart des polices d'assurance-propriétaires ne couvrant les inondations, Le reste serait aux frais des sinistrés ou de fonds de compensation mis sur pieds par les États touchés et le gouvernement fédéral,. Bien que l'achat d'une assurance contre les inondations soit obligatoire pour les prêts hypothécaires garanti par le gouvernement fédéral pour les maisons dans la plaine inondable avec période de retour de 100 ans, l'application de l'exigence est difficile à faire et de nombreuses maisons manquent d'assurance à ce chapitre. Dans le comté de Harris, qui comprend la ville de Houston, seulement 15 % des maisons ont des polices d'assurance contre les inondations émises par le NFIP. La participation au NFIP est plus élevée, mais encore faible, dans les comtés voisins de Galveston (41 %), Brazoria (26 %) et Chambers (21 %).
Dans les zones où des réservoirs qui ont dû être ouverts, les propriétaires ont poursuivi des autorités bien qu'une telle action n'ait pas réussi dans le cas de l'ouragan Katrina.

#### Événements annulés
Les inondations ont causé de nombreuses annulations de tous les événements de masse durant et après le passage d’Harvey. Ainsi à Houston le match de pré-saison de la Ligue nationale de football entre les Cowboys de Dallas et les Texans de Houston du 31 août fut d'abord déplacé à Dallas puis annulé pour permettre aux joueurs des Texans de retourner à Houston pour prendre soin de leur famille et de leurs biens. Au baseball, les Astros de Houston déplacèrent leur série de matchs prévus du 29 au 31 août, de Houston à St. Petersburg en Floride.
Les matchs universitaires de football américain, de basketball et autres sports furent également annulés. Plus de 50 écoles secondaires de l'État déplacèrent des matchs de football prévus pour le vendredi, à jeudi ou samedi. Les matchs de soccer professionnels et universitaires furent soit remis, soit annulés. Les événements d'athlétisme furent déplacés aussi loin qu'au Kentucky, où les restes de l'ouragan devraient causer de fortes pluies le 1er septembre.

## Réponses des autorités et aide

### Autorités texanes
Le maire de Houston, Sylvester Turner, a imposé un couvre-feu obligatoire le 29 août, de minuit à 5 h locale, pour un temps indéterminé pour prévenir tout pillage. Le 29 août, le président Trump, la première Dame Melania Trump et les sénateurs américains représentant le Texas, John Cornyn et Ted Cruz, visitèrent la zone sinistrée de Corpus Christi.
Le gouverneur du Texas, Greg Abbott, a déployé la totalité de la garde nationale de l'État pour les opérations de recherche, de sauvetage, de récupération et de nettoyage en raison des dommages étendus causés par la tempête et les inondations qui en ont résulté,. Les gardes nationales d'autres États ont offert de l'aide, plusieurs contingents étant déjà en route,. Le département de l'immigration et des douanes des États-Unis envoya environ 150 employés de tout le pays pour aider aux efforts de secours tout en déclarant qu'ils ne seraient pas là pour arrêter les illégaux.
Environ 31 000 personnes se rendirent dans des refuges à travers l'état, le centre des congrès George R. Brown devint ainsi le plus grand refuge de l'État, accueillant jusqu'à 8 000 évacués. Plus de 210 000 personnes s'enregistrèrent auprès de la FEMA comme sinistrés en vue de recevoir l'aide gouvernementale. La marine cajun de la Louisiane, une organisation informelle de propriétaires de bateaux s'est déployée au Texas pour aider à faire des sauvetages dans les zones inondées.
Le district scolaire indépendant de Houston annonça que tous les étudiants de l'un des campus du district seraient admissibles au déjeuner gratuit tout au long de l'année scolaire 2017-18. Le Département fédéral de l'éducation a facilité les règles et les procédures d'aide financière pour les personnes touchées par Harvey, ce qui a permis aux écoles de diminuer la paperasse et d'assouplir les termes de remboursement des prêts étudiants. Un détenu de 36 ans condamné à mort pour un meurtre de 2003 obtint un sursis provisoire d'exécution à la suite d’Harvey car son équipe juridique était basée dans le comté de Harris, une zone fortement touchée par l'ouragan.
Dans la ville de Dickinson, les victimes de l'ouragan durent certifier qu'elles ne boycottent pas Israël si elles souhaitent recevoir une aide financière ce qui a immédiatement fait réagir l'Union américaine pour les libertés civiles (ACLU) jugeant que cela contrevenait au Premier amendement de la Constitution des États-Unis.

### Gouvernement fédéral
Le président Donald Trump a demandé formellement un premier financement fédéral de 5,95 milliards de dollars le 31 août pour les zones touchées, dont la grande majorité irait à la FEMA. Le 8 septembre, il signa la loi H.R. 601 qui attribuait 15 milliards de dollars à l'effort de réparation des effets de l'ouragan.

### Aide non gouvernementale
La Croix-Rouge américaine, l'Armée du salut, la Fédération américaine d'équitation, la Société pour la protection des animaux des États-Unis, les Chevaliers de Colomb, les Institutions caritatives catholiques des États-Unis, AmeriCares, Operation BBQ Relief, de nombreuses célébrités et de nombreuses autres organisations caritatives ont aidé les victimes de la tempête,,. Des groupes anarchistes (y compris Antifa) ont également fourni de l'aide.  L'aviation d'affaire a également joué un rôle important dans les efforts de sauvetage des sinistrés, apportant un soutien pendant la tempête ainsi que des vols apportant des biens essentiels.
Les bénévoles de l'aile de service d'urgence de la radioamateur aidèrent aux communications avec les refuges de la Croix-Rouge américaine dans le sud du Texas.
De nombreuses sociétés commerciales ont également contribué aux efforts de secours. Operation BBQ Relief a reçu l'aide de plusieurs personnes et entreprises locales qui ont mis l'accent sur le soutien aux bénévoles et aux victimes faisant parvenir des kilos de porc à l'association caritative Bien que Operation BBQ Relief est une organisation créée en mai 2011 à la suite de la tornade de Joplin, elle estime que l'opération Houston 2017 est la plus importante de son histoire avec au moins 450 000 repas servis, soit 25 à 30 000 repas par jour.

### Aide de l'étranger
Le gouvernement de Singapour a envoyé des hélicoptères Boeing CH-47 Chinook de son armée de l'air vers les zones sinistrées pour les opérations humanitaires, en collaboration avec la Garde nationale du Texas. Israël a promis un million de dollars en fonds de secours pour la restauration d'infrastructures communautaires non étatiques. Le Mexique envoya des volontaires de la Croix-Rouge mexicaine, des pompiers de Coahuila et des équipes de sauvetage de Guanajuato à Houston. Le Mexique a dû cesser son engagement peu après quand l'ouragan Katia frappa sa propre côte le 9 septembre. Le Venezuela a offert 5 millions de dollars par l'intermédiaire de la pétrolière Citgo, qui exploite une raffinerie à Corpus Christi.

### Dons
Au 30 août, les sociétés commerciales de l'ensemble du pays avaient collectivement fait don de plus de 72 millions de dollars pour les secours, 42 entreprises ayant fait un don d'au moins 1 million de dollars.
Les équipes athlétiques professionnelles, leurs joueurs et  gestionnaires ont fait parvenir de gros dons pour aider les victimes de l'ouragan. Les Astros de Houston ont promis 4 millions de dollars, plus tous les profits des tirages au sort lors de leur matchs. Le propriétaire des Rockets de Houston, Leslie Alexander, a également fait don de 4 millions de dollars à la cause. Une collecte de fonds mise sur pied par le joueur de ligne défensive des  Texans de Houston, J. J. Watt, a dépassé 37 millions de dollars. Les Rangers du Texas et les Titans du Tennessee ont tous deux fourni un million de dollars, alors que les Patriots de la Nouvelle-Angleterre se sont engagés à accorder jusqu'à 1 million de dollars de dons à la Croix-Rouge.
Plusieurs célébrités de Hollywood ont également lancé un don collectif de plus de 10 millions de dollars, dont Sandra Bullock fournissant le plus important don personnel de 1 million de dollars. Leonardo DiCaprio a fait un don de 1 million de dollars au Fonds de rétablissement pour Harvey de la United Way par sa fondation. Le président Donald Trump aurait fait don d'un million de dollars à douze organismes de bienfaisance impliqués dans des efforts de secours. La chef et personnalité télévisuelle Rachael Ray a fourni des dons totalisant 1 million de dollars à des refuges pour animaux de la région de Houston. Le 2 septembre 2017, le célébré réalisateur Michael Bay fit un don de 100 000 $US pour le Texas.[réf. nécessaire]
Le 27 août, les postes de radio et de télévision KSL-TV, KSL Newsradio, KSFI et KRSP-FM mirent sur pied une levée de fonds pour aider les sinistrés du Texas. Un donneur anonyme offrit d'y mettre 2 $US pour chaque dollar recueilli ce qui permit d'atteindre un total de 100 000 $US dès le 31 août. Peter Huntsman, président et chef de l'exécutif de Huntsman, y ajouta un autre 100 000 $US. La cible de la collecte fut alors augmentée à un million de dollars.

## Analyse des conditions
L'est du Texas, Houston en particulier, est habitué à recevoir de fortes pluies mais il a été estimé qu’Harvey avait déposé plus de 57 billions (57 mille milliards) de litres d'eau dans la région de Houston. Plusieurs facteurs ont contribué à cette quantité exceptionnelle et aux effets désastreux qui ont suivi.

### Géographie et climat
Houston se situe dans une partie basse de la plaine côtière du golfe du Mexique et les sols argileux ne fournissent qu'un mauvais drainage. La zone est aussi très plane, drainant lentement l'eau de pluie à travers un réseau complexe de canaux et de bayous à la mer. Les principaux cours d'eau, le fleuve San Jacinto et le Buffalo Bayou, sont pleins de méandres et chargés de boue.
Le climat de la région est chaud et humide avec des précipitations orageuses parfois abondantes et, conjointement avec la marée, donnent une récurrence d'inondations dans la ville depuis sa fondation en 1836,. Des canaux et autres infrastructures ont été mis en place depuis 1947 par le Corps du génie de l'armée des États-Unis dans tout le Texas et ils ont réussi à prévenir ou amoindrir les effets des inondations. Cependant la région de Houston a quand même connu des inondations aussi récemment qu'en mai 2015 et avril 2016,. De plus, les cyclones tropicaux qui la touche se déplacent souvent très lentement, ayant tendance à rester près des eaux très chaudes du golfe, et déposent donc énormément de pluie sur une période prolongée comme cela s'est produit pendant les tempêtes tropicales Claudette en 1979 et Allison en 2001.

### Urbanisation et subsidence
Houston a connu un développement rapide avec un fort étalement urbain ce qui a enlevé des prairies et des zones humides qui absorbaient le trop plein des pluies. Elles furent remplacées par des surfaces lisses sur lesquelles le ruissellement dépasse la capacité de drainage des rivières et des canaux. Ainsi, entre 1992 et 2010, près de 25 000 acres (101 km2) de terres humides ont été perdues, réduisant de 15 milliards de litres la capacité de rétention de la région.
D'autre part, l'extraction du pétrole et des eaux de l'aquifère laisse des vides non supportés en sous-sol ce qui entraîne un effondrement du sol, un processus appelé affaissement. La région de Houston prend ainsi la forme d'un bol où on retrouve également des dépressions secondaires avec un plus grand affaissement : dans certains cas jusqu'à 2,7 m). Il en résulte que les systèmes de drainage n'ont plus le gradient requis pour fonctionner efficacement de sorte que les eaux pluviales s'écoulent plus lentement qu'à leur conception. Finalement, le littoral près de Houston a vu le niveau de la mer augmenter de 15 cm au cours des dernières décennies en raison de l'affaissement combiné avec les effets du changement climatique,.

### Changement climatique
S’il est impossible d’imputer un événement météorologique isolé au réchauffement climatique en cours, Harvey apparaît néanmoins comme une concrétisation du risque climatique futur. Ainsi, le golfe du Mexique est connu pour générer des ouragans en août, de sorte que leur incidence seule ne peut pas être attribuée au réchauffement climatique, mais le réchauffement influence certains attributs des tempêtes. Des études à cet égard montrent que les cyclones tropicaux ont tendance à s'intensifier plus rapidement avant de toucher la côte car la température de la mer augmente.
Dans le cas d’Harvey, la température de surface de la mer étaient nettement supérieure à la moyenne pour la période et comme celle-ci est la source d'énergie pour les ouragans, la chaleur accrue de l'océan put entraîner une augmentation de l'intensité et de la durée des systèmes en 2017,. Lors d'une séance d'information, l'Organisation météorologique mondiale a déclaré que la quantité de précipitations provenant d’Harvey avait probablement été augmentée pour la même raison, et la coïncidence d'un déplacement lent, mais la relation entre le changement climatique et la fréquence des cyclones tropicaux n'est pas claire et fait l'objet d'une recherche continue. En effet, rien ne dit que cette température anormale est caractéristique du réchauffement climatique ou seulement une anomalie de 2017. Ce n'est que la tendance sur le long terme qui démontrera si la fréquence de tels cyclones augmente, les trois dernières années ayant été plutôt tranquilles à ce sujet à cause de la présence d'un événement El Niño qui donnait plus de cisaillement des vents ce qui ne rendait difficile la formation des ouragans. 
Une étude scientifique sur ce sujet est publiée en décembre de la même année et montre que les précipitations ont été rendues environ 15 % (de 8 % à 19 %) plus intenses par le réchauffement climatique, et ont rendu un tel événement trois (entre 1.5 et 5) fois plus probable,.